# Międzynarodowy Rok Praw Człowieka
Międzynarodowy Rok Praw Człowieka (ang. International Year of Human Rights, franc. Année internationale des droits de l'homme, hiszp. Año Internacional de los Derechos del Hombre) – Międzynarodowy Rok ONZ, rok 1968 proklamowany przez Zgromadzenie Ogólne ONZ rezolucją 1961/XVIII z 12 grudnia 1963 r., dla uczczenia 20 rocznicy ogłoszenia Powszechnej deklaracji praw człowieka. 20 grudnia 1965 r. rezolucją 2081/XX Zgromadzenie powołało Komisję mającą  zadanie przygotowania Międzynarodowej Konferencji Praw Człowieka, która obradowała w Teheranie 24  kwietnia do 13 maja 1968. Dziełem jej była Proklamacja teherańska.